# Shahabad, Hardoi
Shahabad är en stad i den indiska delstaten Uttar Pradesh, och tillhör distriktet Hardoi. Folkmängden uppgick till 80 226 invånare vid folkräkningen 2011.